# 圣迈姆
圣迈姆（法語：Saint-Maime，法語發音：[sɛ̃ mɛm]）是法国上普罗旺斯阿尔卑斯省的一个市镇，位于该省西南部，属于福卡尔基耶区。

## 地理
圣迈姆（43°54'14"N, 5°47'34"E）面积7.51 平方千米，位于法国普罗旺斯-阿尔卑斯-蓝色海岸大区上普罗旺斯阿尔卑斯省，该省份为法国东南部内陆省份，北起上阿尔卑斯省，西接沃克吕兹省，西北接德龙省，南至瓦尔省，东临滨海阿尔卑斯省，东北部与意大利接壤。
与圣迈姆接壤的市镇（或旧市镇、城区）包括：多凡、福卡尔基耶、马讷、维勒讷沃、沃尔克斯。

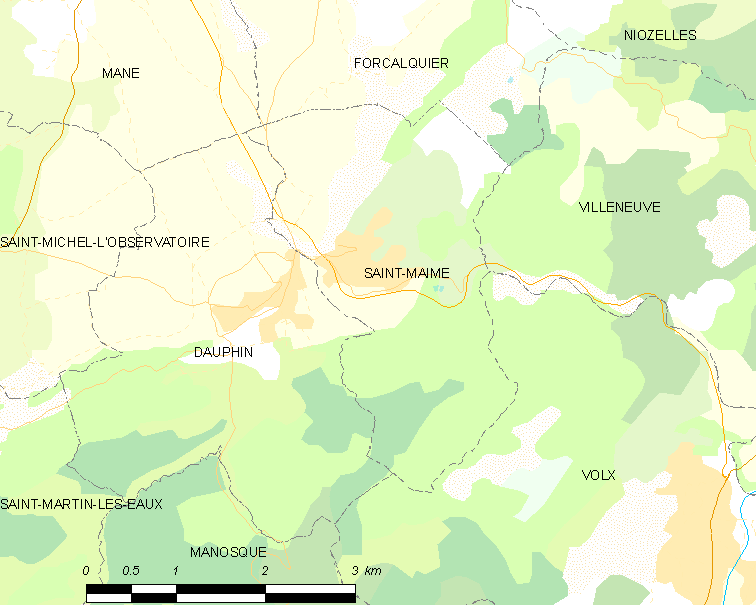
圣迈姆的OSM定位图

圣迈姆的时区为UTC+01:00、UTC+02:00（夏令时）。

## 行政
圣迈姆的邮政编码为04300，INSEE市镇编码为04188。

## 政治
圣迈姆所属的省级选区为雷亚讷县。

## 人口

1962-2008年间圣迈姆人口变化图示

圣迈姆于2022年1月1日时的人口数量为904人。